# Kalophrynus bunguranus
Kalophrynus bunguranus es una especie  de anfibios de la familia Microhylidae.

## Distribución geográfica
Es endémica de las islas Natuna (Indonesia).